# جوفانا الثانية ملكة نابولي
جوفانا الثانية (بالألبانية: Joanna II e Napolit‏) (25 يونيو 1373 - 2 فبراير 1435) كانت ملكة نابولي الحاكمة منذ 1414، ومع وفاتها انقراض فرع آل أنجو من سلالة كابيه العريقة، وأيضا حملت لقب ملكة بيت المقدس وملكة المجر اسميًا.

## السيرة الذاتية
ولدت جوفانا في مدينة زادار (اليوم في كرواتيا)؛ كان والدها يحاول آنذاك الاستيلاء على العرش المجري، فـ جوفانا تعتبر ابنة الوحيدة المتبقية لـ كارلو الثالث ملك نابولي الذي أصبح أيضا منذ 1385 ملك المجر، في حين والدتها هي مارغريت من دوراتسو، والديها كلاهما ينتميان إلى أسرة أنجو-نابولي التي تنحدر في نهاية المطاف إلى نسل الملك الفرنسي لويس الثامن.
تزوجت جوفانا أولاً من هابسبورغ فيلهلم دوق النمسا في فيينا، عمرها آنذاك كان في الثامنة والعشرين عاماً، في السابق رفضت ابنة عمها جادويغا من بولندا الزواج من فيلهلم، على أي حال لم يكن لديهم أبناء، بحيث أن فيلهلم توفي في 1406 بعد خمسة سنوات من الزواج، وبعد وفاته دخلت في علاقات مشبوهة مع العديد من العُشاق.
في 1414 استطعت أن تخلف شقيقها لادسلاو الذي توفي دون وريث أيضا، خلال هذا الوقت كانت تبلغ الواحد والأربعين عاماً، ومع أوائل 1415 أصبحت مخطوبة من انفانتي خوان من أراغون ذو الخمسة والعشرين عاماً هو ابن فرناندو الأول ملك أراغون، إلا أن تم إلغاء الخُطبة بعد فترة وجيزة، مما تركها حرة في الاختيار، وبذلك أصبحت متزوجة في 10 أغسطس 1415 من جاك الثاني دي بوروبون كونت لا مارش من أجل الحصول على الدعم الملكية الفرنسية، نص عقد الزواج أن يحصل جاك على لقب أمير تارانتو، ومع ذلك هذا لم يحصل، ولكن مع تواتر الأحداث بسرعة أجبر جاك زوجته على تسميته الملك في محاولة لتولي السلطة كاملةً، وأيضا قام بحبسها في جناحها الخاص بالقصر الملكي، ومع ذلك تم الإفراج عنها من قبل النبلاء والمتعاونين.
في 1416 مع اندلاع أعمال الشغب في نابولي، اضطر جاك إلى إعادة مسؤولين الفرنسيين وتخليه عن اللقب، أخيراً تم طرده من المملكة في 1419، فيما يبدو أن زواجهما قد تم إلغاؤه إلا أن كلاهما لم يتزوجا من بعد ذلك، شرعت جوفانا في الدخول في علاقة مشبوهة مع المقرب منها كاراتشولو بحيث أصبح نفوذه يزداد شيئاً فشيئاً، بعد مغادرة جاك إلى وطنه فرنسا تمكنت جوفانا من الاحتفال بتتويجها في 28 أكتوبر 1418، ومع ذلك سرعان ما تدهورت علاقتها مع المتسلط والحاكم الاسمي في نابولي البابا مارتن الخامس، وبناء على نصيحة كاراتشولو رفضت طلب مساعدة البابا حول إعادة بناء جيشه البابوي، رداً على ذلك قام البابا باستدعاء لويجي الثالث دوق أنجو نجل منافس شقيقها لادسلادو، بحيث لا زال يدعى حقه في العرش النابولي خلفاً لوالده، في 1420 قام بغزو كامبانيا، ولكن البابا الذي وقف على الحيرة ومن خلال اكتسابه ميزة قام باستدعاء الطرفين إلى فلورنسا.
ومع ذلك رفضت جوفانا طلب البابوي الغامض وبدلا عن ذلك طلبت المساعدة من شقيق خطيبها السابق الملك ألفونسو الخامس ملك أراغون مواعدةً إياه بلقب ملك نابولي الوراثي من بعدها، دخل ألفونسو نابولي في يوليو 1421، وبذلك خسر لويجي دعم البابا، إلا أن العلاقة ساءت بين جوفانا وألفونسو لأنه في مايو 1423 قام بالقبض على كاراتشولو بمنزله الكائن في قلعة كابوانو ومحاصرته، ومع ذلك تم اتفاق حول إطلاق سراحه بحيث فر مع جوفانا نحو أفيرسا، ومن هنا التقت مع لويجي مرة أُخرى، وأعلنت إلغاء قرارها حول اعتبر ألفونسو وريثها، وعينت لويجي بدلاً عنه، أجبر هذا القرار ألفونسو بالعودة إلى أراغون، لم يتمكن من العودة إلى نابولي حتى أبريل 1424، دفعت طموح كاراتشولو الزائدة جوفانا حول تخطيط لاغتياله، وبالفعل نجحت في طعنه حتى الموت في 19 أغسطس 1432، ودفنه لاحقاً.
اتسمت السنوات الأخيرة من حكمها بهدوء نسبي، بحيث تراجع لويجي نحو إقطاعيته الممنوحة له دوقية كالابريا منتظراً وقته في الصعود على العرش، إلا أنه توفي في 1434، قامت جوفانا بتسمية شقيقه ريناتو كخليفة من بعدها، توفيت جوفانا في 2 فبراير 1435 في نابولي عن عمر يناهز الثلاثة والستون عاماً، دفنت في كنيسة القديسة أنونزياتا، ومع وفاتها انقرضت سلالتها تماماً، على الرغم من أن خليفتها ريناتو ينحدر من أسرة أنجو كذلك إلا أنه يعتبر سليل الملك الفرنسي جان الثاني، على أية حال نافس ألفونسو الأراغوني ريناتو مرة أُخرى وأستطاع أخيراً في 1442 اكتسب العرش لنفسه مكوناً سلالته التي حكمت حتى أواخر القرن نفسه.